# Alice du Pont Mills
Alice du Pont Mills, född 13 december 1912 i Wilmington Delaware, död 13 mars 2002 i Virginia, var en amerikansk pilot. Hon var dotter till Alexis Felix du Pont sr. och syster till Alexis Felix du Pont jr. och Richard du Pont.
Efter avslutade studier vid Oldfields School i Glencoe Maryland, fick hon möjligheten att ägna sig åt sina stora intressen hästar och flygning. Som 20-åring följde hon med sin bror på en längre flygning längs med Amazonfloden i ett öppet sportflygplan.
Under andra världskriget tjänstgjorde hon och hennes man James Paul Mills som frivilliga flyglärare vid amerikanska försvarets flygskola på Long Island New York. När väl kriget var slut genomförde de 1946 tillsammans en flygning från New York till Buenos Aires, Argentina med ett litet enmotorigt flygplan. 
Hon och hennes man köpte 1949 en egendom i Middleburg i Virginia där hon kunde ägna sig åt sitt andra stora intresse hästar. Hon födde upp fullblodshästar, och från hennes stall kom en lång rad framgångsrika tävlingshästar.